# ポール・ベナセラフ
ポール・ベナセラフ（Paul Benacerraf、1930年 - 2025年1月13日）は、アメリカ合衆国の哲学者。現代の数学の哲学を代表する研究者の一人。

## 経歴
1930年、パリのユダヤ人家庭に生まれる。父親はユダヤ系モロッコ人、母親はユダヤ系アルジェリア人である。1939年、一家は戦災（ナチズム）を逃れるため、織物貿易商である父が拠点としていたベネズエラのカラカスに移り、ついでニューヨークに移住する。1948年、ベナセラフはプリンストン大学に入学するが、大学生活に馴染めず落第寸前の状態に陥る。9か月間の休学を経て復帰するが、このとき「比較的成績がましだったから」という理由で専攻した哲学の分野で才能を開花させることになる。1953年に学士号を取得後、同大学院に進み、1960年にはヒラリー・パトナムとカール・ヘンペルの指導のもと、博士号を取得。
以後、プリンストン大学哲学部にて講師 (1960年–1961年)、助教授 (1961年–1965年)、準教授 (1965年–1971年)、教授 (1971年–)を務め、この間、1975年から1984年、1992年から1999年にかけては学部長の任に当たった。1998年にはアメリカ学士院会員に選ばれている。
なお、兄のバルフは1980年にノーベル生理学・医学賞を受賞した病理学者である。

## 哲学上の主な業績
卒業論文はベルクソンに関するものだったが、博士論文で論理主義を取り上げて以降は、一貫して数学の哲学に関する研究を続けている。著作を発表するにあたって極めて慎重な姿勢をとるため、発表された論文数自体は非常に少ないが、とりわけ1965年と1973年に発表された2本の論文は今なお絶大な影響力をふるっている。また、数学の哲学における標準的なリーディングスの編者の一人としても知られる。
1965年の論文「数は何ではありえないか」では、「数とは対象である」というフレーゲのテーゼに挑戦し、「抽象的構造の探求としての数学」という観方を復権させた。また、1973年の論文「数学的真理」は、認識論における知識の因果説と意味論におけるタルスキ型意味論とが、数学の領域においては両立しないこと（いわゆる「ベナセラフのジレンマ」）を説得的に示した。この論文が発表されて以後、数学の哲学においては、認識論と真理に関する説明とをいかにして統合するかが中心的問題として論じられるようになった。「ベナセラフのジレンマ」は数学の哲学のみならず他の分野にもインパクトをおよぼしており、例えばクリストファー・ピーコックは、このような認識論と真理に関する説明との統合を、自己知や自由意志の領域において試みている。
この他には、超仕事 (super-task) に関する透徹した議論を展開した Benacerraf (1962) や、「不完全性定理に基づいて機械に対する人間の優位が論証できる」とするルーカスの議論を徹底的に粉砕した Benacerraf (1967) や、フレーゲの論理主義について斬新な解釈を提示した Benacerraf (1981) などが有名である。

## 教育者として
50年以上にわたってプリンストン大学一筋のベナセラフは、研究だけでなく大学行政にも熱心に取り組み、女子学生の受け入れや教育プログラムの改善に関して多大な貢献をなしている。また、門下からは、ロバート・ノージックやジョージ・ブーロスをはじめとして多くの優秀な研究者を輩出しており、1996年には彼に対する献呈論文集が出版された。

## 主要著作
- Benacerraf, Paul (1960). Logicism, Some Considerations. Ph.D. dissertation. Princeton University
- Benacerraf, Paul (1962). “Tasks, Super-Tasks, and the Modern Eleatics:”. Journal of Philosophy 59 (24):  765–784. doi:10.2307/2023500.
- Benacerraf, Paul; Putnam, Hilary, eds (1998) [1964]. Philosophy of mathematics: selected readings (2nd ed., reprinted ed.). Cambridge: Cambridge Univ. Press. ISBN 978-0-521-29648-9
- Benacerraf, Paul (1965). “What Numbers Could not Be”. The Philosophical Review 74 (1):  47–73. doi:10.2307/2183530. ISSN 0031-8108. Reprinted in 2nd ed. of Benacerraf & Putnam (1998).
- Benacerraf, Paul (1967). “God, the Devil, and Gödel”. The Monist 51 (1):  9–32. ISSN 0026-9662.
- Benacerraf, Paul (1973). “Mathematical truth”. Journal of Philosophy 70:  551–679. Reprinted in 2nd ed. of Benacerraf & Putnam (1998).
  - 飯田隆, ed (1995). “数学的真理”. リーディングス 数学の哲学：ゲーデル以後. 勁草書房. ISBN 4326101040
- Benacerraf, Paul (1981). “Frege: the last logicist” (英語). Midwest Studies in Philosophy 6 (1):  17–35. doi:10.1111/j.1475-4975.1981.tb00426.x.
  - Reprinted in Demopoulos, William (1995). “Frege: the last logicist”. Frege's philosophy of mathematics. Cambridge (Mass.): Harvard university press. ISBN 978-0-674-31942-4

## 関連文献
- Morton, Adam; Stich, Stephen P., eds (1996). Benacerraf and his critics (1 ed.). Oxford: Blackwell. ISBN 978-0-631-19268-8